# برموند (تگزاس)
برموند، تگزاس(به انگلیسی: Bremond, Texas) شهری در ایالت تگزاس از ایالات جنوبی ایالات متحده آمریکا است. در سرشماری سال ۲۰۰۰، جمعیت این شهر ۸۷۶ نفر اعلام شد.